# 伊泰·夏尼
伊泰·夏尼（1998年9月1日—）是一名以色列男子射箭運動員。
他代表以色列參加2020年夏季奧林匹克運動會男子個人項目。夏尼在排名賽中排名第60名。夏尼在64強賽以7-3打敗名列第5種子的日本選手武藤弘樹。32強賽對上印度選手塔倫迪普·拉伊，成打5-5平手後的加射，夏尼以10-9打敗拉伊晉級16強。

## 外部連結
- 伊泰·夏尼 （页面存档备份，存于）在以色列奧林匹克委員會頁面
- 伊泰·夏尼 （页面存档备份，存于）在國際射箭總會的頁面